# Pisa Sporting Club 1924-1925
Questa pagina raccoglie i dati riguardanti il Pisa Sporting Club nelle competizioni ufficiali della stagione 1924-1925.

## Stagione
Nella stagione 1924-1925 il Pisa disputa il girone A del campionato Lega Nord di Prima Divisione, lottando a lungo per il primato. Nel girone di andata il club nerazzurro ha raccolto 16 punti (7 vittorie, 2 pareggi e 2 sconfitte) e al giro di boa era al secondo posto a pari merito con il Genoa, a un solo punto di distacco dal Modena capolista. Alla tredicesima giornata, battendo il Legnano e approfittando del crollo del Modena a Casale Monferrato, il Pisa aggancia la vetta mantenendola nonostante la sconfitta contro la Cremonese sette giorni dopo. Alla quattordicesima giornata ben quattro squadre erano in vetta (Casale, Modena, Genoa e Pisa a quota 19 punti), a riprova dell'equilibrio del campionato.
Alla diciassettesima giornata il Pisa era ancora in vetta alla classifica a pari merito con il Genoa a quota 23 punti. Nella giornata successiva era in programma proprio a Pisa lo scontro diretto con il Grifone decisivo per le sorti del campionato, ma è stato rinviato per impraticabilità del campo (nonostante ciò si giocò comunque una amichevole tra le due compagini che vide prevalere i liguri).
Le due sconfitte consecutive contro la pericolante Reggiana (3-1) e il competitivo Modena (4-0) hanno tolto al Pisa ogni velleità di primato, e la sconfitta contro il Torino (3-1) nell'ultima giornata esclude definitivamente il Pisa dalla lotta per il primato (il Modena capolista aveva quattro punti di vantaggio, diventando irraggiungibile per il Pisa che aveva una sola partita da recuperare). I nerazzurri perdono anche la partita di recupero con il Genoa (1-2) del 3 maggio, che vinse così il girone mentre il Pisa si classificò al quarto posto a pari punti con l'Inter con 25 punti, a meno cinque dalla vetta. 
Il miglior realizzatore pisano è stato Danilo Sbrana che ha firmato 10 reti in 19 partite giocate. Lo scudetto tricolore è stato vinto per la prima volta dal Bologna, vincitore del gruppo B di Lega Nord, che prima ha eliminato il Genoa e poi nella doppia finale ha battuto l'Alba Roma, che aveva vinto il girone Laziale.

## Rosa
| N. |                   | Ruolo | Calciatore         |
| -- | ----------------- | ----- | ------------------ |
|    | Italia (bandiera) | C     | Athos Artigiani    |
|    | Italia (bandiera) | C     | Giuseppe Bossalino |
|    | Italia (bandiera) | C     | Giorgio Bartoletti |
|    | Italia (bandiera) | A     | Giuseppe Bazzell   |
|    | Italia (bandiera) | P     | Angelo Bedini      |
|    | Italia (bandiera) | D     | Alberto Bracci     |
|    | Italia (bandiera) | C     | Enrico Colombari   |
|    | Italia (bandiera) | A     | Nicola Corsetti    |
|    | Italia (bandiera) | A     | Marino Favati      |

| N. |                   | Ruolo | Calciatore          |
| -- | ----------------- | ----- | ------------------- |
|    | Italia (bandiera) | D     | Vasco Giani         |
|    | Italia (bandiera) | D     | Luigi Giuntoli      |
|    | Italia (bandiera) | A     | Alberto Merciai     |
|    | Italia (bandiera) | A     | Giovanni Moscardini |
|    | Italia (bandiera) | A     | Renato Novelli      |
|    | Italia (bandiera) | A     | Danilo Sbrana       |
|    | Italia (bandiera) | D     | Leone Scotti        |
|    | Italia (bandiera) | D     | Aldo Vettori        |
|    | Italia (bandiera) | C     | Aristide Viale      |

## Risultati

### Prima Divisione

#### Girone A

##### Girone di andata
| Arbitro: | Bonello (Venezia) |

|                                     |           |            |
| Colombari 7’ (aut.) Blando 44’, 82’ | Marcatori | 22’ Favati |

| Piacenza 12 ottobre 1924 2ª giornata | Legnano              | 0 – 0 | Pisa | Stadio Barriera Genova\| Arbitro: \| Moro (Sampierdarena) \| |
| Arbitro:                             | Moro (Sampierdarena) |       |      |                                                              |

| Arbitro: | Fontana (Bologna) |

|                                         |           |  |
| Scotti 43’ (rig.) A. Artigiani 51’, 84’ | Marcatori |  |

| Arbitro: | Bellini (Padova) |

|  |           |                   |
|  | Marcatori | 30’ (rig.) Sbrana |

| Arbitro: | Galli (Bologna) |

|                              |           |  |
| Colombari 14’ Moscardini 45’ | Marcatori |  |

| Arbitro: | Pinasco (Sestri Ponente) |

|             |           |                           |
| Aliatis 12’ | Marcatori | 65’ Colombari 85’ Merciai |

| Arbitro: | G. Crivelli (Milano) |

|               |           |             |
| De Vecchi 85’ | Marcatori | 77’ Merciai |

| Arbitro: | Galletti (Genova) |

|                              |           |  |
| Sbrana 12’ (rig.) Favati 40’ | Marcatori |  |

| Arbitro: | Crivelli (Milano) |

|  |           |             |
|  | Marcatori | 35’ Mazzoni |

| Arbitro: | P. Barlassina (Novara) |

|  |           |                   |
|  | Marcatori | 59’ (rig.) Sbrana |

| Arbitro: | De Renzis (Genova) |

|            |           |  |
| Sbrana 52’ | Marcatori |  |

##### Girone di ritorno
| Arbitro: | Livraghi (Milano) |

|                           |           |                            |
| Sbrana 61’ Moscardini 75’ | Marcatori | 26’ Blando 80’ Migliavacca |

| Arbitro: | Ortali (Bologna) |

|            |           |  |
| Sbrana 10’ | Marcatori |  |

| Arbitro: | G.Crivelli (Milano) |

|                  |           |  |
| Delle Vedove 72’ | Marcatori |  |

| Arbitro: | Zennaro (Genova) |

|                                                                     |           |             |
| Bersani 8’ (aut.) Bazzell 40’, 67’ Artigiani I 42’ Merciai 55’, 75’ | Marcatori | 15’ Bonardi |

| Arbitro: | Guarnieri (Milano) |

|                                       |           |  |
| Morandi 18’ Bosio 32’ E. Chiecchi 78’ | Marcatori |  |

| Arbitro: | Turbiani (Ferrara) |

|                                     |           |                 |
| Sbrana 27’, 61’ (rig.) Corsetti 34’ | Marcatori | 20’ L. Cevenini |

| Arbitro: | Mauro (Milano) |

|             |           |                       |
| Bazzell 91’ | Marcatori | 37’ Moruzzi 88’ Catto |

| Arbitro: | Scamoni (Torino) |

|                                     |           |                  |
| Powolny 12’, 19’ Rasia Dal Polo 71’ | Marcatori | 85’ A. Artigiani |

| Arbitro: | Bellini (Padova) |

|                                           |           |  |
| Manzotti 24’, 30’ Vezzani 57’ Mazzoni 89’ | Marcatori |  |

| Arbitro: | Dani (Genova) |

|                                                    |           |                  |
| Sbrana 52’ (rig.) Giuntoli 81’ Tognotti 86’ (aut.) | Marcatori | 24’, 36’ Semelli |

| Arbitro: | Vagge (Genova) |

|                         |           |                   |
| Calvi 9’ Janni 16’, 64’ | Marcatori | 32’ (rig.) Sbrana |

## Statistiche

### Statistiche di squadra
| Competizione    | Punti | In casa | In casa | In casa | In casa | In casa | In casa | In trasferta | In trasferta | In trasferta | In trasferta | In trasferta | In trasferta | Totale | Totale | Totale | Totale | Totale | Totale | DR |
| Competizione    | Punti | G       | V       | N       | P       | Gf      | Gs      | G            | V            | N            | P            | Gf           | Gs           | G      | V      | N      | P      | Gf     | Gs     | DR |
| --------------- | ----- | ------- | ------- | ------- | ------- | ------- | ------- | ------------ | ------------ | ------------ | ------------ | ------------ | ------------ | ------ | ------ | ------ | ------ | ------ | ------ | -- |
| Prima Divisione | 25    | 11      | 8       | 1       | 2       | 24      | 9       | 11           | 3            | 2            | 6            | 8            | 19           | 22     | 11     | 3      | 8      | 32     | 28     | +4 |

### Statistiche dei giocatori
| Giocatore       | Prima Divisione | Prima Divisione |
| Giocatore       | Presenze        | Reti            |
| --------------- | --------------- | --------------- |
| A. Artigiani    | 6               | 4               |
| Bartoletti      | 1               | 0               |
| Bassolino       | 1               | 0               |
| G. Bazzell      | 12              | 3               |
| A. Bedini       | 22              | -28             |
| A. Bracci       | 8               | 0               |
| E. Colombari    | 20              | 2               |
| N. Corsetti     | 15              | 1               |
| M. Favati       | 20              | 2               |
| V. Giani        | 20              | 0               |
| L. Giuntoli     | 13              | 1               |
| A. Merciai      | 22              | 4               |
| G. Moscardini   | 17              | 2               |
| R. Novelli (II) | 2               | 0               |
| D. Sbrana       | 19              | 10              |
| L. Scotti       | 17              | 1               |
| A. Vettori (I)  | 8               | 0               |
| A. Viale        | 19              | 0               |